# Robert Kazinsky
Robert John Appleby (n. 18 noiembrie 1983, Haywards Heath, Anglia, Regatul Unit), cunoscut profesional ca Robert Kazinsky, este un actor englez evreu, cunoscut pentru rolurile sale ca: Casper Rose în drama Sky One Dream Team⁠(d) , Don în Captain Marvel, Sean Slater⁠(d) în telenovela BBC EastEnders⁠(d), Chuck Hansen în Cercul de foc și Macklyn Warlow în cel de -al șaselea sezon al HBO True Blood⁠(d).
În 2016, a jucat rolul lui Orgrim Doomhammer în Warcraft. Începutul și Jimmy Pritchard în serialul Fox Second Chance⁠(d).
Vorbește fluent limba ebraică.

## Filmografie

### Film
| An   | Titlu                             | Rol               | Note            |
| ---- | --------------------------------- | ----------------- | --------------- |
| 2009 | Love                              | Mikey             | Scurtmetraj     |
| 2009 | Cowboy                            | Mark              | Scurtmetraj     |
| 2012 | Red Tails                         | Chester Barnes    |                 |
| 2012 | The Hobbit: An Unexpected Journey | Fili              | nemenționat     |
| 2013 | Pacific Rim                       | Chuck Hansen      | ca Rob Kazinsky |
| 2013 | Siren                             | Guy               |                 |
| 2015 | Hot Pursuit                       | Randy             |                 |
| 2016 | Warcraft                          | Orgrim Doomhammer | Voce            |
| 2018 | Spivak                            | Chuck             |                 |
| 2018 | Mute                              | Rob               | ca Rob Kazinsky |
| 2019 | For Love or Money                 | Mark              |                 |
| 2019 | Captain Marvel                    | Biker (The Don)   |                 |
| 2019 | The Assent                        | Joel              |                 |
| 2020 | Big America                       | Henry             |                 |
| 2022 | The Gray Man                      | Perini            |                 |
| 2025 | Star Trek: Section 31             | Zeph              |                 |

### Televiziune
| An                          | Titlu                      | Rol                                             | Note                                  |
| --------------------------- | -------------------------- | ----------------------------------------------- | ------------------------------------- |
| 2005                        | The Basil Brush Show       | Sven Garley                                     | Episodul: "Basil's Brush with Fame"   |
| 2005–2006                   | Dream Team                 | Casper Rose                                     | 30 episoade                           |
| 2006–2009, 2019, 2021, 2022 | EastEnders                 | Sean Slater                                     | Rol secundar                          |
| 2010                        | Law and Order: Los Angeles | Ronnie Powell                                   | Episodul: "Sylmar"                    |
| 2010                        | Brothers and Sisters       | Dr Rick Appleton                                | 2 episoade                            |
| 2013                        | Robot Chicken              | George Jetson                                   | Voce Episodul: "Robot Fight Accident" |
| 2013                        | True Blood                 | Macklyn Warlow                                  | 9 episoade                            |
| 2016                        | Second Chance              | Jimmy Pritchard (versiune mai tânără reînviată) | 11 episoade                           |
| 2016                        | Face Off                   | Rolul său                                       | Judecător invitat                     |

### Jocuri video
| An   | Titlu                  | Rol    | Note |
| ---- | ---------------------- | ------ | ---- |
| 2017 | Mass Effect: Andromeda | Archon | Voce |